# Zuoying
Zuoying (chiń. upr. 左营区; chiń. trad. 左營區; pinyin Zuǒyíng qū; Wade-Giles Tso-ying ch’ü) – dzielnica (chiń. 區, qū) w rejonie miejskim miasta wydzielonego Kaohsiung na Tajwanie. 
23 czerwca 2009 komitet przy Ministrze Spraw Wewnętrznych Republiki Chińskiej zarekomendował scalenie dotychczasowego powiatu Kaohsiung (chiń. trad. 高雄縣; pinyin Gāoxióng xiàn) i miasta wydzielonego Kaohsiung (chiń. trad. 高雄直轄市; pinyin Gāoxióng zhíxiáshì) w jedno miasto wydzielone. Dotychczasowe dzielnice miejskie (chiń. 區, qū), jak Zuoying, zachowały po scaleniu swój dotychczasowy status. Ustawa weszła w życie 25 grudnia 2010 roku.
Populacja dzielnicy Zuoying w 2016 roku liczyła 196 936 mieszkańców – 101 978 kobiet i 94 958 mężczyzn. Liczba gospodarstw domowych wynosiła 78 421, co oznacza, że w jednym gospodarstwie zamieszkiwało średnio 2,51 osób.

## Demografia (2011–2016)
| Rok  | Liczba ludności | Gęstość zaludnienia | Kobiety | Mężczyźni | Gospodarstwa domowe |
| ---- | --------------- | ------------------- | ------- | --------- | ------------------- |
| 2011 | 193 482         | 9982                | 98 552  | 94 930    | 74 877              |
| 2012 | 194 815         | 10 051              | 99 621  | 95 194    | 75 669              |
| 2013 | 195 436         | 10 083              | 100 174 | 95 262    | 76 391              |
| 2014 | 195 643         | 10 093              | 100 770 | 94 873    | 77 053              |
| 2015 | 196 244         | 10 124              | 101 379 | 94 865    | 77 616              |
| 2016 | 196 936         | 10 160              | 101 978 | 94 958    | 78 421              |